# Жезъл на Асклепий
Жезълът на Асклепий (на гръцки: Ράβδος του Ασκληπιού, понякога изписано и като Asklepios) в гръцката митология е жезълът на Асклепий – божество, свързано с лечението и медицината. Предложени са теории за гръцкия произход на символа и неговите последици. В съвремието той е преобладаващият символ за медицината и здравеопазването, въпреки че поради недоразумение кадуцеят (символът на търговията) погрешно се среща в този контекст.

## Галерия
- Знакът за спешна помощ
- Знамето на СЗО